# Richard Hamilton (basketspelare)
För andra betydelser, se Richard Hamilton (olika betydelser).

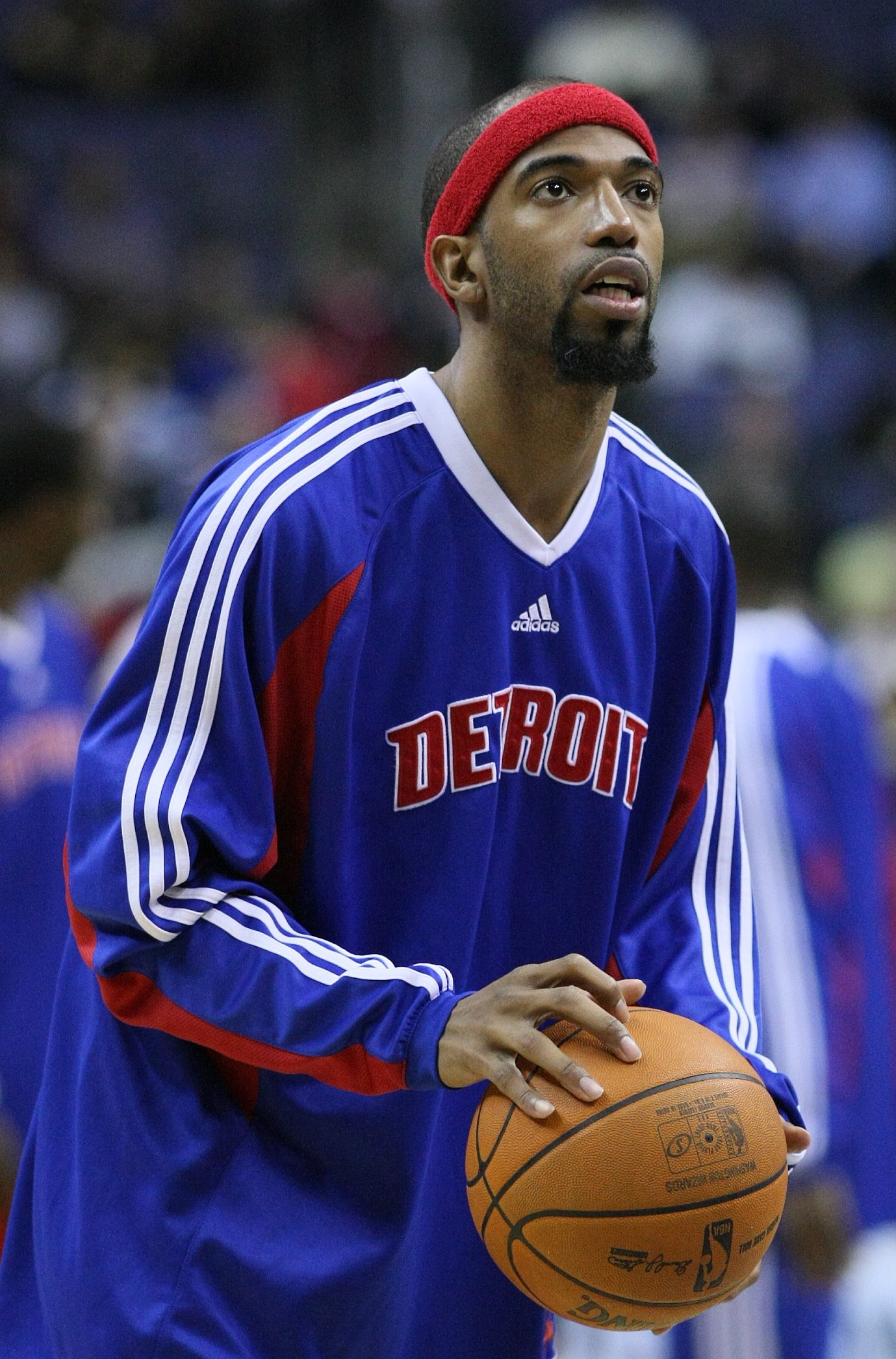
Richard Hamilton, 2008.

Richard Clay "Rip" Hamilton, född 14 februari 1978 i Coatesville, Pennsylvania, är en amerikansk före detta professionell basketspelare som tillbringade 14 säsonger (1999-2013) i den nordamerikanska basketligan National Basketball Association (NBA), där han spelade för Washington Wizards, Detroit Pistons och Chicago Bulls. Under sin karriär gjorde han 15 708 poäng (17,1 poäng per match), 3 125 assists och 2 852 rebounds, räddningar från att bollen ska hamna i nätkorgen, på 921 grundspelsmatcher.
Hamilton draftades i första rundan i 1999 års draft av Washington Wizards som sjunde spelare totalt.
Innan han blev proffs, studerade han vid University of Connecticut och spelade för Connecticut Huskies basketlag, där han 1999 var med och vann NCAA-mästerskapet. Han blev också NBA-mästare med Pistons för säsongen 2003-2004.

## Lag
- Washington Wizards (1999–2002)
- Detroit Pistons (2002–2011)
- Chicago Bulls (2011–2013)